# Melchior Wierzbicki

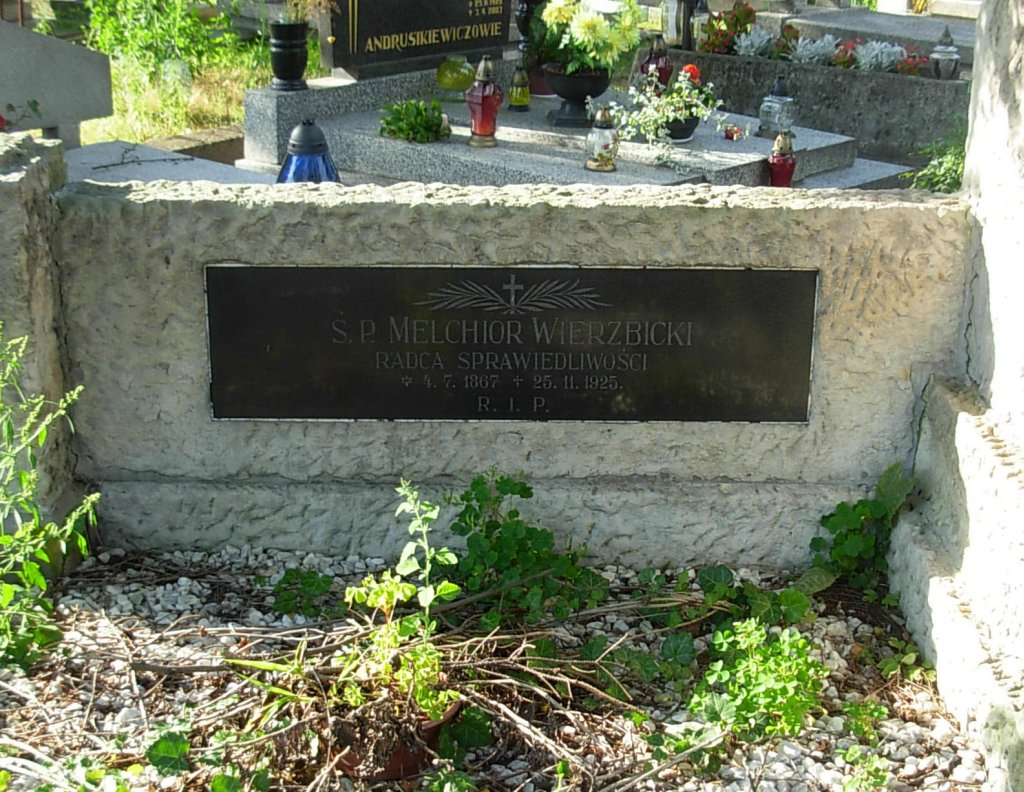
Nagrobek Melchiora Wierzbickiego na cmentarzu Nowofarnym w Bydgoszczy

Melchior Józef Wierzbicki (ur. 1867, zm. 1925) – prawnik, polski działacz narodowy i społeczny, organizator polskich władz politycznych i gospodarczych w Bydgoszczy w 1920 r.

## Życiorys
Urodził się 4 lipca 1867 r. w Gnieźnie. Był synem Władysława, kupca i Anieli z Poklateckich. Po ukończeniu gimnazjum w Gnieźnie, studiował prawo na Uniwersytecie Wrocławskim. Po krótkiej praktyce adwokackiej w Gnieźnie, przeniósł się w 1896 r. do Bydgoszczy, gdzie otworzył kancelarię adwokacką i notarialną. Stał się obrońcą prawnym działaczy polskich przed sądami niemieckimi. W 1917 r. został mianowany radcą sprawiedliwości. Prawdziwy rozgłos przyniosła mu działalność narodowa i społeczna. 
Był organizatorem i sekretarzem Komitetu Pomocy Naukowej im. K. Marcinkowskiego, czynnie działał w Towarzystwie Gimnastycznym „Sokół” Bydgoszcz I. Przez szereg lat był aktywnym członkiem Dozoru Kościelnego przy bydgoskiej farze. Przyczynił się do założenia i utrzymania polskiego „Dziennika Bydgoskiego”. Od ok. 1916 r. był także członkiem zwyczajnym Poznańskiego Towarzystwa Przyjaciół Nauk. Aktywna działalność narodowa była przyczyną jego śledzenia przez policję pruską.
Od lutego 1914 r. wchodził w skład rady nadzorczej Banku Dyskontowego, dwa lata później wszedł w skład polskiego Tajnego Międzypartyjnego Komitetu Obywatelskiego, a od 1918 r. jawnie nim kierował wspólnie z dr Janem Bizielem. W grudniu 1918 r. był delegatem na Polski Sejm Dzielnicowy w Poznaniu, zaś latem 1919 r. stanął na czele Podkomisariatu Naczelnej Rady Ludowej na Obwód Nadnotecki w Bydgoszczy, reprezentując go m.in. w rokowaniach polsko-niemieckich w Berlinie. W końcu 1919 r. pełnił funkcję delegata polskiego przy urzędzie regencyjnym w Bydgoszczy, przeciwstawiając się wywozowi do Niemiec polskiego mienia. 19 stycznia 1920 r. reprezentował władze polskie w akcie powrotu Bydgoszczy do Polski. Jego podpis widnieje pod polsko-niemieckim protokołem przejęcia Bydgoszczy z rąk niemieckich. On również w imieniu Naczelnej Rady Ludowej wręczył komisarzowi polskiemu Janowi Maciaszkowi nominację na komisarycznego prezydenta Bydgoszczy.
4 sierpnia 1920 r. został mianowany radnym tymczasowej Rady Miejskiej, jednak w jej pracach nie uczestniczył, prosząc o zwolnienie go z jej składu. W następnych latach, będąc niezupełnie zdrowym i nie mogąc się pogodzić ze stosunkami, jakie zapanowały w Polsce - nie angażował się politycznie. Udzielał się natomiast w organizacjach społecznych. W 1921 r. został pierwszym prezesem Towarzystwa Zachęty Sztuk Pięknych w Bydgoszczy, w 1923 r. członkiem, a dwa lata później prezesem Towarzystwa Miłośników Miasta Bydgoszczy. Był również członkiem polskiego Bractwa Strzeleckiego i Bydgoskiego Towarzystwa Wioślarskiego.
Główną uwagę skoncentrował jednak na działalności adwokackiej i gospodarczej. Odegrał ważną rolę w organizacji polskiego przemysłu i handlu w Bydgoszczy. W październiku 1920 r. został komisarzem Izby Przemysłowo-Handlowej w Bydgoszczy. W latach 1920–1925 zasiadał w radach nadzorczych kilku towarzystw i spółek akcyjnych oraz pełnił funkcję prezesa rady nadzorczej przedsiębiorstw: „Karbid Wielkopolski” w Smukale koło Bydgoszczy oraz Kopalni i Przetwórstwa Gipsu Tow. Akc. w Wapnie.
Zmarł 25 listopada 1925 w Bydgoszczy na udar serca. Został pochowany na cmentarzu Nowofarnym. W nekrologach pisano o nim jako „jednym z najbardziej zasłużonych obywateli miasta Bydgoszczy i Ziemi Nadnoteckiej”.

### Rodzina
Melchior Wierzbicki był żonaty z Janiną z Szalińskich. Miał synów: Janusza i Antoniego. Janusz poległ w powstaniu wielkopolskim pod Zbąszyniem 8 stycznia 1919 r., prawdopodobnie jako pierwszy powstaniec z Bydgoszczy.

## Ordery i odznaczenia
- Krzyż Oficerski Orderu Odrodzenia Polski – 2 maja 1923 „za zasługi, położone dla Rzeczypospolitej Polskiej na polu pracy obywatelskiej”[1][2]

## Upamiętnienie
Jego imię nosi jedna z ulic na Starym Mieście w Bydgoszczy.